# Контактные языки на русской основе
Конта́ктные языки́ на ру́сской осно́ве — пиджины, креольские и смешанные языки, возникшие на основе русского языка.

## Классификация

### Смешанные языки
Языки, возникшие в условиях распространённого двуязычия.
- Суржик — идиом (разговорный язык), включающий элементы украинского и русского языков, распространённый на Украине, а также в соседствующих с ней областях России и в Молдавии.
- Алеутско-медновский † — язык алеутов острова Медный, одного из Командорских островов, расположенных в юго-западной части Берингова моря. Из-за возросших контактов  с русскими в 40-е годы, большинство населения перешло на использование в общении русского языка и перестало говорить на алеутско-медновском языке. В 1970 году всё население острова Медный (проживавших в единственном населённом пункте острова - в селе, носившем название Преображенское) переселилось на остров Беринга, в единственное на острове поселение - село Никольское. И к 2022 году последними носителями алеутско-медновского языка оставались 2 пожилых жителя села Никольского.[1]

### Пиджины
Упрощённые языки, развивающиеся как средство общения между двумя или более этническими группами.
- Руссенорск † — русско-норвежский язык, обслуживавший общение русских и норвежских торговцев на северном побережье Норвегии и существовавший в XVII—XX веках, когда велась активная морская торговля зерном и рыбой между Норвегией и Россией.
- Соломбальский английский язык † — русско-английский пиджин, на котором говорили в XVIII—XIX вв. в порту Соломбала, районе Архангельска, Россия.
- Кяхтинский † — русско-китайский язык, существовавший на рубеже XIX—XX веков в районах Приамурья, Маньчжурии и Забайкалья, граничащих с Китаем (название — от города Кяхта).
  - Уссурийский пиджин — вариант китайского пиджина, использующийся в Приморском крае.
- Таймырский — пиджин на русской основе, использовавшийся на полуострове Таймыр для коммуникации между представителями коренных самодийских, тюркских и тунгусо-маньчжурских народов. Возник в XVIII-XIX вв., в наше время им владеют лишь несколько нганасанов преклонного возраста.

### Прочее
Прочие идиомы.
- Трасянка — форма смешанной речи, в которой часто чередуются белорусские и русские элементы и структуры, распространенная в Белоруссии.
- Рунглиш — русско-английский макаронизм, смешение в речи русского и английского языков.